# 内田有紀 夜空にYOU KISS!
内田有紀 夜空にYOU KISS!（うちだゆき よぞらにユーキッス）は、ニッポン放送制作で1994年4月10日から2001年4月1日に放送されたラジオ番組である。パーソナリティは内田有紀。1994年4月から1995年6月の間は日立製作所の提供で、「HITACHI CRESCENT TIME 内田有紀 夜空にYOU KISS!」のタイトルだった（「HITACHI CRESCENT TIME」の冠がついていた番組としての前番組は「工藤静香 素敵にFeel So Good」、後継番組は「森高千里STEP BY STEP」。HITACHI FAN! FUN! TODAY#「HITACHI CRESCENT TIME」のタイトル冠がついた放送を参照）。

## 放送時間
- ニッポン放送においての放送時間
  - 1994年4月 - 1995年6月　日曜日23:05 - 23:35 （『古田新太と犬山犬子のサンデーおちゃめナイト』内の箱番組）
  - 1995年7月 - 1997年9月　日曜日24:00 - 24:30 （『古田新太と犬山犬子のサンデーおちゃめナイト内』の箱番組）
  - 1997年10月 - 1998年9月　日曜日22:00 - 22:30 （単独番組）
  - 1998年10月 - 1999年3月　日曜日21:30 - 22:00 （単独番組）
  - 1999年4月 - 2001年3月　日曜日25:00 - 25:30 （単独番組）

## 主なコーナー
- 夜食の鉄人
- 電話でウッチー!
- なんでもYUKI'Sベストスリー
- YUKI'Sセレクション
- 心理テスト
- 嘘発見器
- ショートメール劇場（末期）

## スタッフ
- プロデューサー：森谷和郎、松島宏
- ディレクター：三宅正希、節丸雅矛、小山有紀子、田所健太郎
- 構成：大川きみこ、歌川知憲

（）

## エピソード
- 第1回の放送では、内田本人が知らないまま、馳浩から電話がかかってきたということがあった。
- 続く第2回の放送では、「番組スタート記念!聞いてないよー!いきなり電話するアポなしテレフォンアンケート!」という企画を行い、森高千里、坂井真紀と内田を比べながら意識調査を行うというものだったが、実はドッキリ企画があり、サポート役であり仕掛け人の荘口彰久（当時ニッポン放送アナウンサー）が色々な所に電話をかけ、その後内田に渡すというもので進行していた。最後は内田がテレフォンバイトの振りをして最初から電話をかけたところ、怖い声の男性が電話を受け、内田が恐る恐る応対したままその電話は終了した。しかし、その後再びその男性から電話が来て、荘口に「これでいいですか?」と聞いてきた所でドッキリが明かされ、内田が泣き出したということがあった。
- 納豆、チョコレート、菊の花、トマト、ミョウガ、ライム、ピーマン、オレンジ、野沢菜を全部混ぜてミキサーにかけて飲むこと、鼻にネギを挿し込むこと、スタジオの中で糠漬けを作ること、口の中にドンパッチ（課粒状キャンディー）を入れて喋ること、手のひらにお灸を乗せることなど、体を張った企画も行っていた。

## ネット局
| 局名        | '94年4月-'95年9月 | '95年10月-'96年3月 | '96年4月-'96年9月 | '96年10月-'97年3月 | '97年4月- |
| ----------- | ----------------- | ------------------ | ----------------- | ------------------ | --------- |
| 北海道放送  | 日曜23:00-23:30   |                    |                   |                    |           |
| STVラジオ   |                   | 日曜23:00-23:30    |                   |                    |           |
| 青森放送    | 日曜23:00-23:30   | 土曜21:00-21:30    |                   |                    |           |
| 秋田放送    | 土曜23:00-23:30   |                    |                   |                    |           |
| IBC岩手放送 | 日曜23:00-23:30   |                    |                   |                    |           |
| 山形放送    | 日曜23:00-23:30   | 金曜22:30-23:00    | 金曜22:30-23:00   |                    |           |
| 東北放送    | 日曜23:00-23:30   |                    |                   |                    |           |
| ラジオ福島  | 土曜23:00-23:30   | 土曜22:30-23:00    | 土曜22:30-23:00   |                    |           |
| 新潟放送    | 日曜22:10-22:40   | 水曜23:00-23:30    | 水曜23:00-23:30   | 水曜23:00-23:30    |           |
| 信越放送    | 日曜23:05-23:35   | 水曜23:30-24:00    | 水曜23:30-24:00   | 水曜23:30-24:00    |           |
| 山梨放送    | 日曜23:00-23:30   | 日曜22:30-23:00    | 日曜22:30-23:00   | 日曜22:30-23:00    |           |
| 北日本放送  | 日曜23:00-23:30   | 日曜23:30-24:00    | 日曜23:30-24:00   | 日曜23:30-24:00    |           |
| 北陸放送    | 日曜23:00-23:30   | 木曜22:30-23:00    | 木曜22:30-23:00   | 日曜23:30-24:00    |           |
| 福井放送    | 日曜23:00-23:30   |                    |                   |                    |           |
| 静岡放送    | 日曜23:30-24:00   | 木曜24:10-24:40    | 水曜24:30-25:00   | 水曜24:30-25:00    |           |
| 東海ラジオ  | 日曜23:00-23:30   |                    |                   |                    |           |
| 岐阜放送    |                   | 月曜24:00-24:30    | 月曜24:00-24:30   | 月曜24:00-24:30    |           |
| 和歌山放送  | 日曜23:00-23:30   |                    |                   |                    |           |
| ラジオ大阪  | 土曜22:00-22:30   |                    |                   |                    |           |
| ラジオ関西  |                   | 水曜21:00-21:30    | 月曜21:00-21:30   | 火曜21:30-22:00    |           |
| 山陽放送    | 土曜23:30-24:00   |                    |                   |                    |           |
| 山陰放送    | 日曜23:00-23:30   | 日曜22:00-22:30    | 日曜22:00-22:30   | 日曜22:00-22:30    |           |
| 中国放送    | 土曜23:00-23:30   | 土曜20:00-20:30    |                   | 土曜21:00-21:30    |           |
| 山口放送    | 日曜22:10-22:40   | 日曜22:40-23:10    | 日曜22:40-23:10   | 日曜22:40-23:10    |           |
| 四国放送    | 土曜23:00-23:30   | 日曜24:00-24:30    | 日曜24:00-24:30   | 日曜24:00-24:30    |           |
| 西日本放送  | 土曜23:00-23:30   | 火曜23:30-24:00    | 火曜23:30-24:00   | 火曜23:30-24:00    |           |
| 南海放送    | 土曜22:00-22:30   |                    |                   |                    |           |
| 高知放送    | 日曜22:00-22:30   | 金曜22:00-22:30    | 土曜22:00-22:30   | 土曜22:00-22:30    |           |
| KBCラジオ   | 土曜23:00-23:30   |                    |                   |                    |           |
| 大分放送    | 日曜23:00-23:30   | 木曜23:10-23:40    | 木曜23:10-23:40   | 木曜23:00-23:30    |           |
| 長崎放送    | 土曜23:00-23:30   | 土曜24:30-25:00    | 土曜24:30-25:00   | 土曜24:30-25:00    |           |
| 熊本放送    | 日曜23:00-23:30   |                    |                   |                    |           |
| 宮崎放送    | 日曜23:00-23:30   |                    |                   | 土曜24:30-25:00    |           |
| 南日本放送  | 日曜23:00-23:30   |                    |                   |                    |           |
| 琉球放送    | 日曜23:00-23:30   |                    |                   |                    |           |
| ラジオ沖縄  |                   | 日曜23:00-23:30    | 日曜23:00-23:30   | 日曜23:30-24:00    |           |

※当番組の最末期（2000年10月期）はネット局はなく、ニッポン放送のみでの放送だった。

## 書籍
- 内田有紀『夜空にYOU KISS!』ニッポン放送プロジェクト、1996年1月25日。ISBN 4-594-01900-5。

## 備考
- 番組末期の放送時間では、災害時の終夜放送の場合を除き、ニッポン放送の1週間の最後の放送番組であった（ただし、クロージングと思わせて怪談のラジオドラマを放送した期間を除く。その時期の実質的な終了時刻は1:28であった）。
- 内田有紀のファンである小栗旬が自身のオールナイトニッポンR内で、内田有紀 夜空にYOU KISS!を聞いていたことを話した。